# 104 Virginis
104 Virginis är en vit stjärna i huvudserien i Jungfruns stjärnbild.
Stjärnan har visuell magnitud +6,16 och är svagt synlig vid god seeing. Den befinner sig på ett avstånd av ungefär 255 ljusår.